# Canyon Diablo
Canyon Diablo è il nome dato collettivamente ai frammenti del meteoroide che circa 49.000 anni fa colpì la Terra nel punto dove ora si trova il cratere meteoritico detto Meteor Crater, noto anche con il nome di cratere di Barringer.

## Storia
Si stima che l'impatto che creò il Meteor Crater sia avvenuto nel Pleistocene, circa 49.000 anni fa.
Il meteorite, conosciuto e usato dai Nativi Americani fin dalla preistoria, fu scoperto dagli europei e portato all'attenzione degli scienziati verso la metà dell'Ottocento. La classificazione ufficiale però risale al 1891.
L'origine del cratere rimase oggetto di discussione per decenni tra l'ipotesi dell'origine vulcanica e quella di un impatto meteoritico. La questione fu risolta all'inizio degli anni in seguito ai lavori di Daniel Barringer, F.R. Moulton, Harvey H. Nininger e successivamente Eugene Shoemaker, che nel 1960 confermò nella sua tesi di dottorato l'origine meteoritica già avanzata da Barringer.
Tra il 1903 e il 1929, l'ingegnere minerario Daniel Barringer, dopo aver ottenuto i diritti per lo sfruttamento minerario della zona, effettuò perforazioni all'interno del cratere cercando la massa principale dell'asteroide allo scopo di sfruttarne economicamente il metallo. La ricerca fu vana e lo portò ad un passo dalla bancarotta. George Merrill, nel 1908, ipotizzò che la massa principale del meteorite potesse essersi vaporizzata all'impatto. Questa teoria è stata poi confermata da ulteriori ricerche.
Il Cratere appartiene ancora alla famiglia Barringer che ne sfrutta l'aspetto turistico (Meteor Crater Enterprise) e protegge attivamente i frammenti meteoritici che si trovano nella zona (anche al di fuori del cratere).
Nel 1953 Clair Cameron Patterson misurò il rapporto degli isotopi del piombo contenuti in alcuni campioni del meteorite. Utilizzando il metodo di datazione uranio-piombo arrivò a stimare l'età della Terra in 4.550 ± 70 milioni di anni.

## Composizione e classificazione
Strutturalmente si tratta di un'ottaedrite grezza con bande di circa 2 mm.
I minerali identificati nel meteorite comprendono
- Cohenite
- Chromite
- Daubréelite
- Diamante e lonsdaleite
- Grafite
- Haxonite
- Kamacite (il componente più comune)
- Schreibersite
- Taenite
- Troilite
- Moissanite